# 大萼铃子香
大萼铃子香（学名：Chelonopsis forrestii）为唇形科铃子香属下的一个种。

## 扩展阅读
- 維基物種上的相關：大萼铃子香